# Carte postale gourmande
Carte postale gourmande était une émission de télévision française culinaire hebdomadaire diffusée le dimanche midi sur La Cinquième, puis France 5 et produit par Coyote (société de production de Christophe Dechavanne). L'émission était présentée par le critique gastronomique Jean-Luc Petitrenaud chaque dimanche midi depuis la cuisine d'un chef français. Elle a été programmée entre le 8 octobre 2000 et le 30 juillet 2006.
L'émission a été remplacée depuis la rentrée 2006 par Les Escapades de Petitrenaud reprenant globalement le même principe.

## Le concept
Jean-Luc Petitrenaud part dans une région de France pour en faire découvrir le terroir et la gastronomie, au travers des marchés, des caves et des cuisines. Les visites en région sont toujours placées sous le signe de la curiosité et de la gourmandise. Entouré d’artisans, chefs cuisiniers, maraîchers, viticulteurs ou fromagers, l'animateur aiguise l'appétit à travers reportages, rencontres et recettes. En toute fin d'émission, il propose une question envoyée par carte postale à l'un des invités, qui y répond en cuisine.